# ニューヨーク・ヤンキース
ニューヨーク・ヤンキース（英語: New York Yankees、英語での発音は「ヤンキーズ」、略称: NYY、ヤ軍）は、メジャーリーグベースボール（以下MLB）アメリカンリーグ東地区所属のプロ野球球団。本拠地はニューヨーク州ニューヨーク・ブロンクスにあるヤンキー・スタジアム。
本項はボルチモア・オリオールズ (1901–1902)を球団の歴史に含めて記述するが、球団はボルチモア・オリオールズ (1901–1902)を球団の歴史に含まない見解であることに留意する必要がある。なお、英語版のen:New York Yankeesの記述は球団の見解に基づいている。

## 概要
メジャーリーグ屈指の名門球団として知られており、アメリカン・リーグ優勝41回、ワールドシリーズ優勝27回という数字はいずれも歴代最多である。1969年の地区制導入以降の地区優勝21回もア・リーグ歴代最多（ナ・リーグの最多は22回）。この数字は、ワールドシリーズ出場数の次点がサンフランシスコ・ジャイアンツの20回、優勝数の次点がセントルイス・カージナルスの11回である事と比較して、他球団を大きく引き離している。永久欠番の数も24とMLB最多。
1901年のアメリカン・リーグ創設時にボルチモア・オリオールズとしてスタートし、監督はジョン・マグローであった。しかしアメリカン・リーグのジョンソン会長とマグロー監督の対立から、マグローはナショナル・リーグのニューヨーク・ジャイアンツに移り、ナショナル・リーグとの摩擦を生んだが、やがてニューヨークへの移転を画し、1903年にニューヨーク・ハイランダースとして移った。やがて1913年に本拠地球場の移転からニューヨーク・ヤンキースと改称し、1920年にベーブ・ルースをレッドソックスから獲得してから、強豪球団として球界の盟主として君臨し、ベーブ・ルース、ルー・ゲーリッグ、ジョー・ディマジオ、ミッキー・マントルなどのスター・プレーヤーを輩出して、その後も1970年代のレジー・ジャクソン、1990年代のデレク・ジーター、2000年代のアレックス・ロドリゲスなど常に注目を浴びるチームである。

## 球団の歴史

### 球団発足（オリオールズ）
1900年1月に、それまでマイナーリーグであったウエスタンリーグを改組してアメリカンリーグと改称され、8球団でスタートした。これは、それまで12球団であったナショナル・リーグがこの年に8球団に再編成されたのに伴い、アメリカン・リーグ会長のバン・ジョンソンを中心として同リーグを新たに球団を増やして8球団制にしたものであった。この時にまだマイナー・リーグとしてナショナル・リーグの傘下に入ることであったので、フランチャイズにシカゴにも進出することもナショナル・リーグの承諾を得た。1900年のシーズン終了後にニューヨークで開かれたナショナル・リーグの会議で、ジョンソン会長は新たにワシントンとボルチモアにもフランチャイズを設けることの許可を求めた。バン・ジョンソンは始めから、アメリカン・リーグをナショナル・リーグに対抗するメジャーリーグにする意図であった。そのためには東部の大都市にもフランチャイズを置くことがどうしても必要であった。ナショナル・リーグは当然のごとく拒否したため、1901年の年が明けてからアメリカン・リーグをメジャーリーグとする旨の宣言がなされた。この時にアメリカン・リーグには、前年の8チームの内、カンザス・シティ、ミネアポリス、インディアナポリス、バファローを除名して、新たに東部のワシントン、ボルチモア、フィラデルフィア、ボストンを加えてこの年に8チームでスタートした。この時にジョンソン会長はニューヨークにもフランチャイズを置くことを企図したが、ナショナル・リーグの猛反発と、ナショナルリーグのニューヨーク・ジャイアンツのオーナーがタマニー・ホール（注:民主党の派閥組織）を動かしながら、政治的妨害に出る行動をとったため、代替案として新加入する地区の一つは前年にナショナル・リーグのチームを失っていたメリーランド州ボルチモアとした。この時に創設されたボルチモア・オリオールズ（現在のオリオールズとは無関係）が後のニューヨーク・ヤンキースの起源となった。
1901年にボルチモア・オリオールズとして活動を始めたチームの最初の監督はジョン・マグローであった。ジョン・マグローはもともとバン・ジョンソンから新チームのオーナー兼監督兼三塁手として説得されてセントルイス・カージナルスから参加した人物であった。しかしこの2人は最初からうまくいかなかった。
ジョン・マグローは勝負に厳しくまた相手選手の走塁妨害などラフプレーを厭わない監督で、対してアメリカン・リーグ会長のバン・ジョンソンはナショナル・リーグのような規則の無いところでの荒っぽいプレーや喧嘩や騒動の絶えない野球ではなく、厳格なルールの適用と審判の権威の強化を目指していた。やがて決定的な対立が生じた。それはボルチモアからニューヨークへの本拠地移転であった。ジョンソン会長はニューヨークへの進出を諦めなかった。これに反抗したマグローは1902年のシーズン半ばにナショナル・リーグに鞍替えし、ニューヨーク・ジャイアンツの監督となった。その1週間後に、ジャイアンツのオーナーはオリオールズの支配権を取得し、オリオールズ選手の大量引抜きを行ったが、この強引な行動に対しアメリカン・リーグ側は即座にオリオールズの支配権を取り戻し、ニューヨークへのチーム移転を行った。
ア・リーグとナ・リーグ間の闘争に巻き込まれた形となったオリオールズの本拠地移転であったが、1903年に両リーグで「平和会議」を開催し、両リーグ間であった選手との契約を巡る紛争を調停し将来の協調を約束すると同時に、ナショナル・リーグは、リーグの中心的な球団にならないとの条件付きで、アメリカン・リーグがニューヨークにフランチャイズを置くことにも同意した。これにより、ジョンソン会長とアメリカン・リーグは念願のニューヨーク進出を果たす。この時に、相次ぐ主力選手の引き抜きで崩壊寸前であったオリオールズを当時1万8千ドルでフランク・J・ファレルとウィリアム・スティーブン・デブリーが共同出資で買い取り、球団をニューヨークへ移した。新しいオーナーの最初の仕事は、ジャイアンツの妨害のない地域に球場設置場所を置く事であった。この両人は市政やギャンブル業界に強いコネを持っており、ファレルは競馬やカジノや複数の賭博場で財を成した人物であり、一方、デブリーはニューヨーク市警本部長であったが、1902年初頭に汚職が発覚して追放されたばかりで数々の違法ビジネスに手を染めていた。

### 黎明期（ハイランダーズ～ヤンキース）

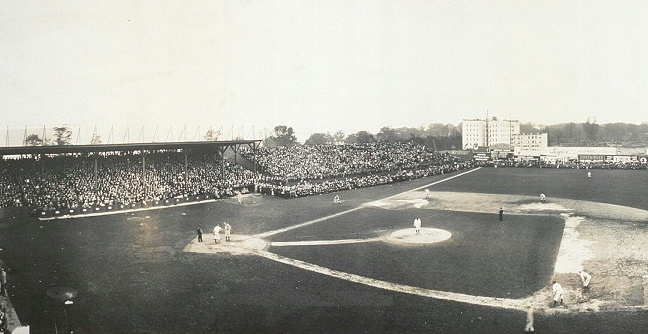
ヒルトップ・パーク

ニューヨークにおける最初の本拠地は、マンハッタン島の最高地点に程近い165番通りと ブロードウェイの角に置かれた。これにちなんで、チームはニューヨーク・ハイランダーズに改称し、球場名もヒルトップ・パーク（現在この球場の跡地にはコロンビア・プレスビタリアン病院が建っており、ヤンキースの選手が怪我をした際に訪れるケースが多い。2006年に松井秀喜選手がヤンキー・スタジアムでの試合中に左手首を骨折した際もこの病院に運ばれた）と呼称された。
ハイランダーズは、クラーク・グリフィス（後のワシントン・セネタースのオーナー）が投手兼監督で、打線に安打製造機と言われたウイリー・キーラー、投手にパイレーツから引き抜いたジャック・チェスブロがいて、移転当初の1903年はリーグ4位に、そして1904年にはリーグ2位となり、チェスブロはこの年に年間41勝をあげた。この年最後までボストン・アメリカンズとデッドヒートを繰り広げ、最終戦まで持ち込まれたが接戦の末、最後にチェスブロ投手の痛恨のワイルドピッチでボストンがリーグ優勝を果たした。ハイランダーズにとっての最大のチャンスであったが、この年の終盤にジャイアンツのオーナーは、もしハイランダーズみたいな “マイナー級” のチームがワールドシリーズに進出してきたら、試合を拒否する、と明言していた。結果はボストン・アメリカンズが相手になったが、しかし、それでもジャイアンツは試合を拒否し、その年のワールドシリーズ開催は中止された（ワールドシリーズが行われなかったのはこの年とストライキによる影響の1994年の2回のみ）。しかし、この時のメディアによる辛辣な批判を浴びたジャイアンツのオーナーはワールドシリーズ制度の枠組み作りに精力的に動く事になる。なお、この試合以後100年間に渡ってボストン・レッドソックスがリーグ優勝を決める試合でヤンキースに勝つ事はなかった。
その後は1906年と1910年に2位に2回なったものの、1903年から1919年までの17年間で勝率が5割以上は5回だけで、最下位が2回であった。球団運営上の問題として、2人のオーナーの資質に問題があり、ハル・チェイス一塁手らによる八百長の噂などがチーム状態を悪くしていった。チェスブロやキーラーらの退団後、めぼしい選手が集まらず、また1903年から1914年までの12年間に監督が9人も入れ替わる定見の無さで、チームは弱体化していた。
1911年にジャイアンツのホーム球場ポロ・グラウンズが火事で再建している際、ハイランダーズがヒルトップ・パークを貸し出した事により両者の間で和解ムードが生まれ始める。また、ハイランダーズはその縁もありホーム球場を1913年に同じポロ・グラウンズに移転した。
また1900年代初頭から次第にボストンの “アメリカンズ” に対して “ヤンキース” という愛称が広まりつつあった。新聞王ハーストのニューヨーク・イブニング・ジャーナルでも1904年4月14日の見出しに “ヤンキースがボストンを破る” とするなど、使用頻度も高まっており次第に定着していった。結局1913年にチームがホーム球場をポロ・グラウンズに移転し、“ハイランダーズ (Highlanders)” としての正当性がなくなった事から、“ニューヨーク・ヤンキース”と正式に名称変更を行った。
1910年代半ばに、オーナーであるファレルとデブリーは、不仲となっており、加えてフェデラル・リーグの創設で選手の年俸が高騰し、資金不足になったため、1915年1月に、ファレルとデブリーはジェイコブ・ルパートとティリンガースト・ローメデュー・ヒューストンにヤンキースを売却した。ルパートはルパート醸造所の財産の相続人で、タマリーホールともかねてから関係があり、8年間連邦議員を務めて、豊富な資金力があった。ルパートは後に「45万ドルで、際立った才能を持つ選手も無く、さして評価もされていない、おまけに自前の球場すらない孤児の球団を買ったよ」と述懐している。しかし、カネと意欲を持つオーナーと巡り合った事で、ここからヤンキースは孤児からスーパーヒーローが生まれ、自前の球場を持ち、ルパートが予想だにしていなかった快進撃を始める事になる。

### 第1期黄金時代(ミラー・ハギンス監督)

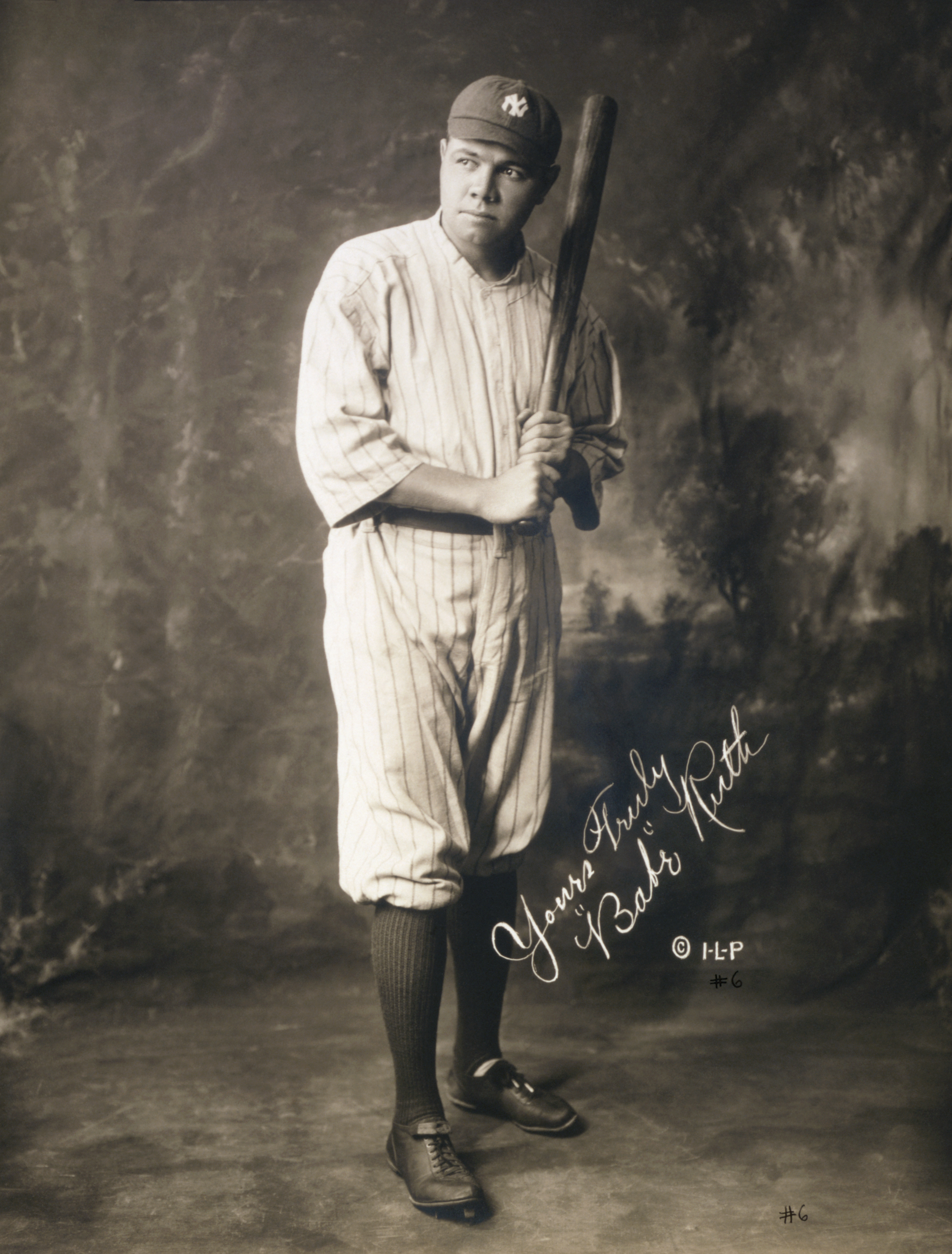
ヤンキースに移籍したばかりのベーブ・ルース(1920年)

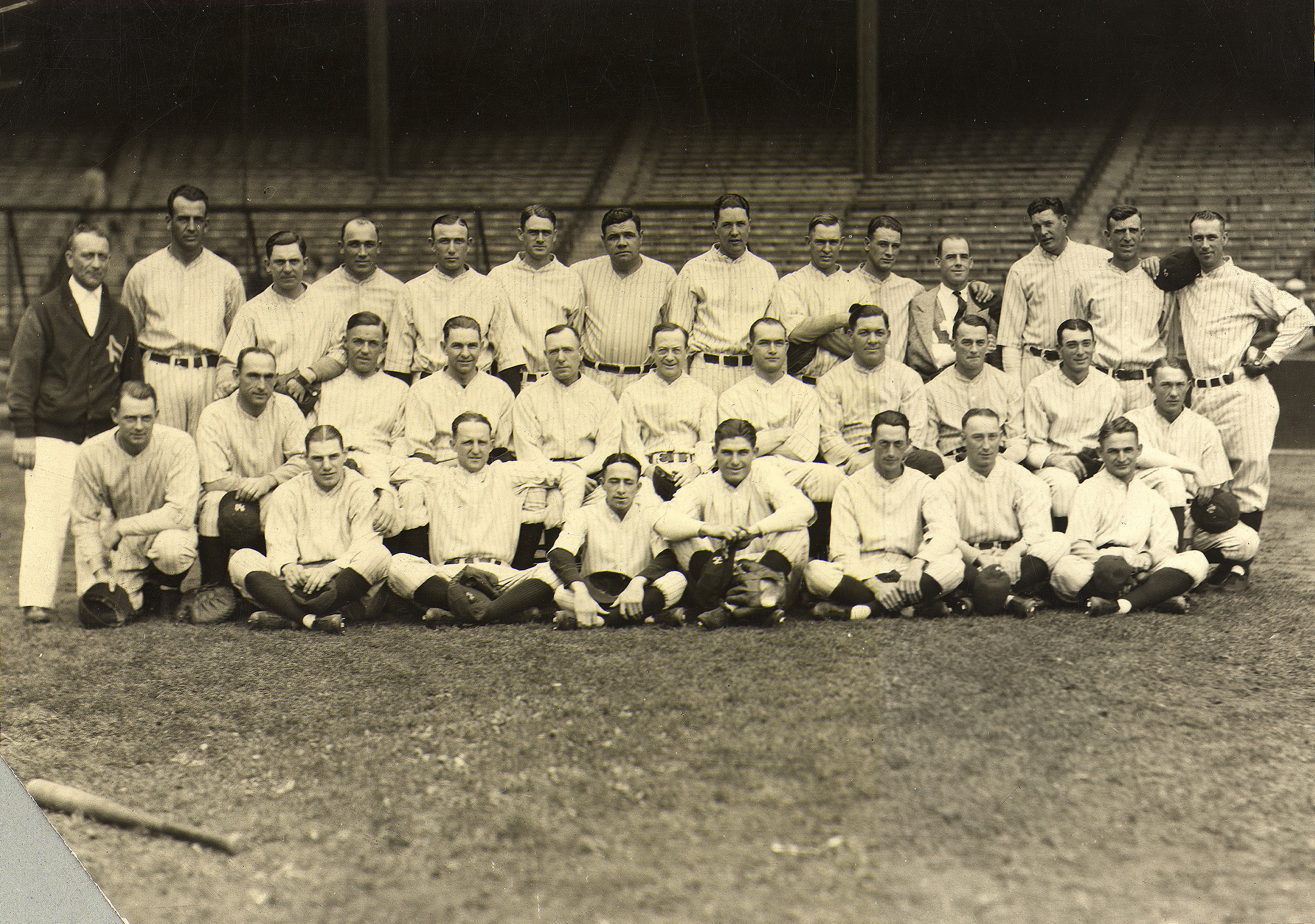
1926年当時のヤンキース

買収後の数年間に渡って、新オーナーは選手の報酬総額を高くしていった。そして皮肉な事に、後にチームの成功に貢献することとなる新規獲得選手はボストン・レッドソックス出身であった。当時レッドソックスのオーナーは劇場興行主のハリー・フレイジーであったが、彼はチームをローンで購入したため支払いに窮しており、更にはブロードウェイのショーの制作まで行っていたため手っ取り早い収入を得る事が重要だった。1919年から1922年まで、ヤンキースはレッドソックスから、投手ではウェイト・ホイト、下手投げのカール・メイズ、ハーブ・ペノック、捕手のウォリー・シャン、遊撃手のエベレット・スコット、三塁手のジョー・ドュガンを獲得した。
そして最大の獲得選手は1920年1月に入団し、投手から野手に転じたベーブ・ルースである。野球界で最高額の年俸を貰っていたのにもかかわらず更なる増額を要求していた彼に払えるだけのお金をレッドソックス側は用意しておらず、ルースが前年に当時の年間最多本塁打記録（29本）を更新していたのにもかかわらずヤンキースへと放出した。彼の獲得費用は、12万5千ドルの金銭とレッドソックスの本拠地フェンウェイ・パークが抵当に付された借金の30万ドルであった。この時レッドソックス側はヤンキースに有名選手を放出する事により、良きライバルとして互いの興行収入を上げようとの狙いもあった。しかし、ルースを放出して以後84年間に及びレッドソックスがワールドシリーズで勝つ事は無かった（バンビーノの呪い参照）。
この時期におけるもう一つの重要な新加入者は、ミラー・ハギンス監督と、GMのエド・バローである。ハギンス監督は、1919年に、ヒューストンがヨーロッパに出征中にルパートによって雇われた（これをきっかけに、両オーナーの間の溝が深まり、結局1923年にルパートはヒューストンの持分を買い取り、オーナー職から追い出す事となる）。バローは、1920年のシーズン終了後GMに就任した。彼は1918年からレッドソックスの監督をしていた人物である。バローは、GM兼球団代表をその後25年間務め、その期間のチームの成功に貢献した。とりわけ特筆されるのは、ジョージ・ワイスとともにヤンキースのファーム制度の整備に大きく寄与したことである。
ルースによって放たれたホームランにより野球人気が大衆の間にも浸透し、おまけにヤンキースは地主のジャイアンツのファンをも引き付け始めた。1921年に、ヤンキースは1922年のシーズン終了後までには当時間借りしていたポロ・グラウンズからの移転を半ば強制的に勧められた。ジャイアンツのマグロー監督は「彼らはどっか遠い所に行ってしまった方がいい、クイーンズ区とか」と述べたが、皮肉にもヤンキースの新球場はポロ・グラウンズからハーレム川を挟んで反対側の土地に建設された。1923年に、ブロンクス161番とリバー通りの角にヤンキー・スタジアムが完成。地下鉄の駅がライト後方にあったのが直接の決め手だったと言われている。当時としては最先端のセメント工法で建てられた史上初の3階建て球場で、収容人員は驚異の5万8千人であった。まさに、「ルースが建てた家」と呼ばれるのにふさわしい威容である。スタジアムでのこけら落としとなる第1戦でルースは見事に本塁打を打ち、貫禄を見せ付けた。なお、このシーズンにルースが記録した打率.393は今でもヤンキースのチーム記録である。同じニューヨークの球団ということで、ジャイアンツとヤンキースのライバル関係は熾烈だった。興味深いことのひとつが対照的なプレースタイルである。当時のジャイアンツの監督は「リトルナポレオン」の綽名を持ったジョン・マグローであり、ヒットエンドラン、盗塁を多用し、走塁の徹底、守備位置の精微な研究といった、緻密な作戦や足を重視したいわゆるスモールボールがジャイアンツの特徴だった。対してヤンキースは、ベーブ・ルースが質量ともに誰にも真似できないホームランを連発し、ビッグボールが一つのセールスポイントとなった。1920年のポロ・グラウンドの年間観客動員を見ると、ジャイアンツは約95万人、ヤンキースは約135万人と当時のファンはビッグボールに興味を示し始めたともいえる。

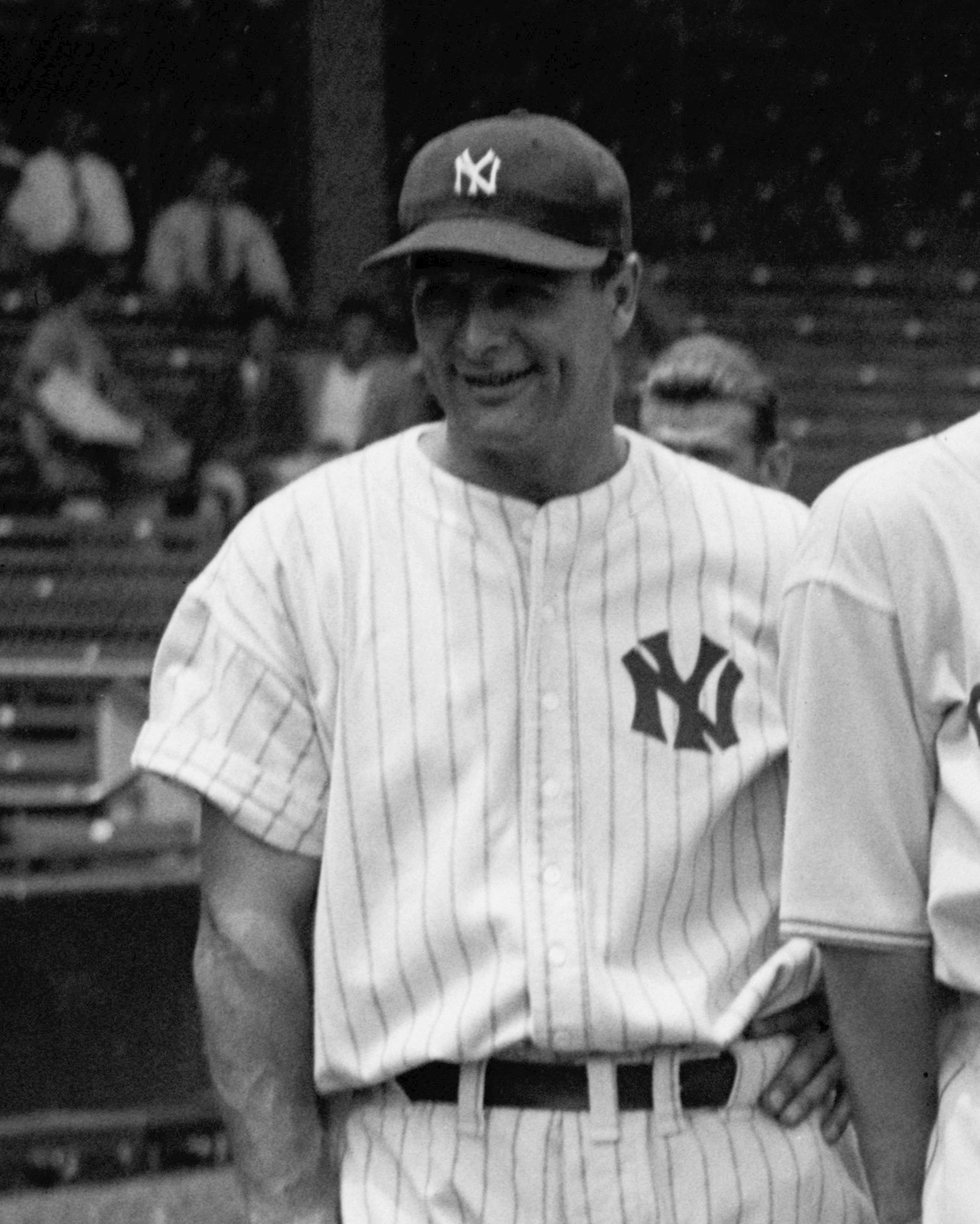
ルー・ゲーリッグ。1934年に三冠王に輝き、通算2130試合連続出場を果たす。

1921年から1928年まで、ヤンキースは第1期黄金時代を迎え、アメリカンリーグで6回優勝し、ワールドシリーズでは3回優勝した。1921年から1923年を通じて、ワールドシリーズでジャイアンツと相まみえ、1度目、2度目は敗れたが、1923年には雪辱を果たした。この時に相手側にいたケーシー・ステンゲル監督は後にヤンキース監督に就任し、数々の優勝をもたらす事になる。
1927年のチームは、余りにも豪華メンバーで、「殺人打線」（Murderer's Row）として知られ、しばしば野球史上最強のチームに挙げられる（このヤンキースの歴代最強チームについては他に1939年、1961年、1998年についても打線が強力なため、同様に史上最強と呼ばれることもある）。当時のア・リーグ記録である110勝44敗という好成績を残し、ピッツバーグ・パイレーツとのワールドシリーズでも4連勝で危なげなく優勝。1927年のルースのシーズン本塁打60本は、アメリカンリーグの他の全球団の合計本数を上回り、その後34年間に渡って最高記録であった。また、ルー・ゲーリッグ一塁手も大ブレークを遂げ、打率.373に47本塁打を打った。主にルースが3番、ゲーリッグが4番を打っていたが、その後に控える打者も中々の強打者であった。ボブ・ミューゼル外野手は打率.337に103打点、トニー・ラゼリも打率.309、18本塁打（リーグ3位）102打点を記録。この打線の特徴は単なる重量打線だっただけでなく、スピードも大きな武器で、ミューゼルは24盗塁、ラゼリも22盗塁を挙げる。一番打者のアール・コームスは打率.356を記録し、231安打は1986年にドン・マッティングリーが破るまでチーム記録であった。1927年のヤンキースチーム打率は.307だった。
1928年には再びア・リーグ優勝チームとして返り咲き、セントルイス・カージナルス相手のワールドシリーズで4連勝し、制覇。ルースの16打席10安打の打率.625はワールドシリーズ記録であり、そのうちの3本は本塁打であった。ゲーリッグも負けじと11打数6安打に4本塁打を記録。その後もフィラデルフィア・アスレチックスと優勝争いを繰り広げ、1932年にワールドシリーズに出場。この時の相手のシカゴ・カブスも4連勝で退け、ワールドシリーズでの連勝記録を12に伸ばした。これは2000年ワールドシリーズでヤンキースが再び記録更新するまでのMLB記録であった。この1932年のワールドシリーズで、ルースがリグレー・フィールドで有名な予告ホームランを打っている。

### 第2期黄金時代(ジョー・マッカーシー監督)

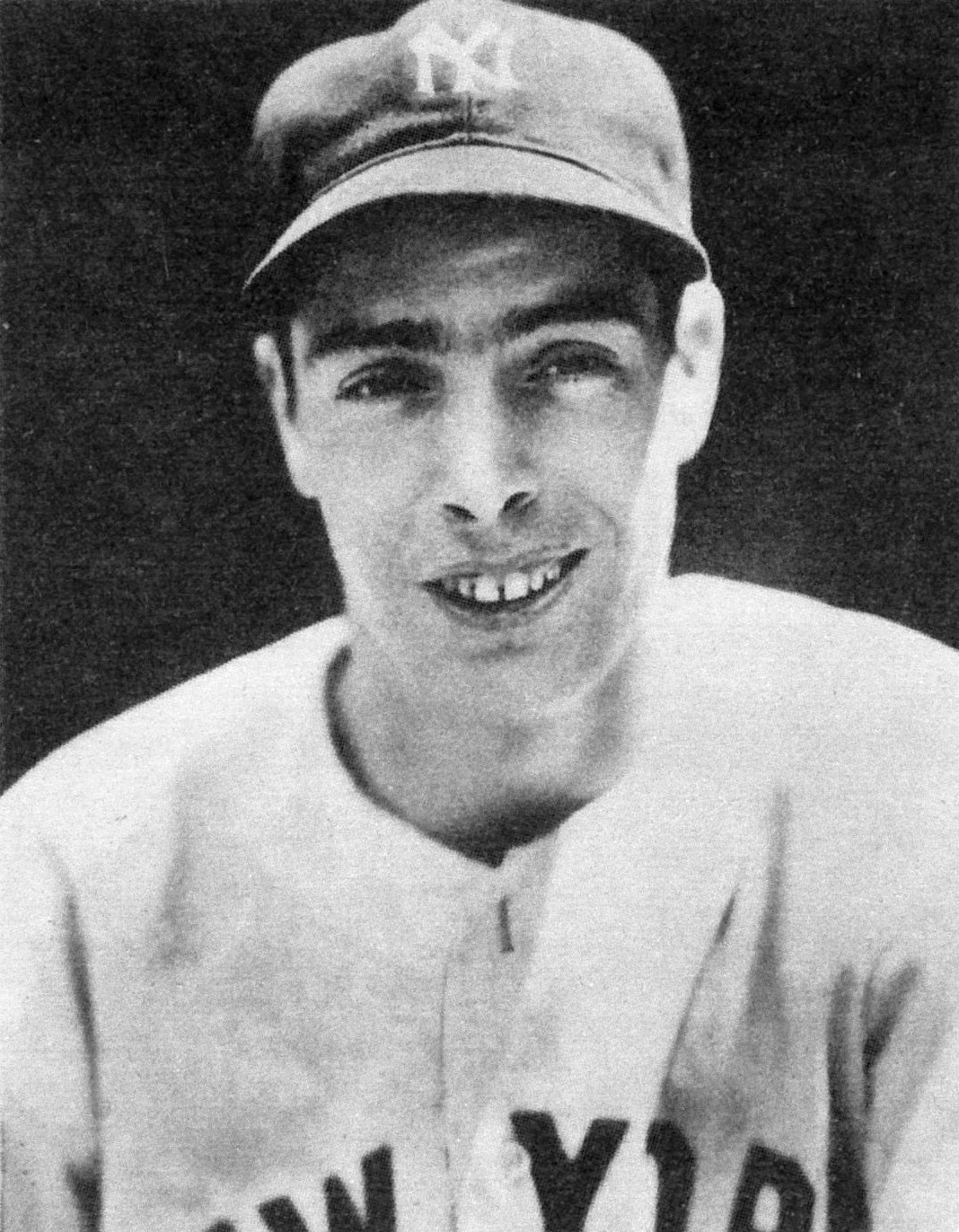
ジョー・ディマジオ（1939年）。1941年には56試合連続安打を達成し、この記録は今も破られない不滅の記録とされている。

1929年のシーズン途中にハギンス監督が急死した後にボブ・ショーキーを監督に就任させたが、1930年に3位に終わってわずか1年で解任し、ルパートとバローは29年にシカゴ・カブスをリーグ優勝させたジョー・マッカーシーを監督に招聘し、1932年にはペナントを奪回し、ワールドシリーズも制覇した。そして2年続けて優勝を逃した後に1935年には衰えが目立ってきたベーブ・ルースをルパートとバローは解雇しボストン・ブレーブスにトレードして、ゲーリッグを中心に打線の世代交代を進め、マッカーシー監督の下にヤンキースは新たな進化を遂げた。サンフランシスコ・ベイエリア出身の若い中堅手ジョー・ディマジオの登場はチームにとってのポスト・ルースとも言える存在であった。ディマジオはルーキー年の1936年に打率.323、29本塁打125打点を記録し、強烈なインパクトを残した形でのデビューだった。
そしてゲーリッグ、レッド・ロルフらに代表されるような強打者と並びにレッド・ラフィングやレフティ・ゴメスといった強力な投手陣とそれを支える女房役ビル・ディッキーらがいて、新進のジョー・ディマジオの活躍でヤンキースは1936年から1939年にかけてワールドシリーズ4連覇を達成した。最後の1939年の優勝はシーズン途中で筋萎縮性側索硬化症と診断され引退を余儀なくされたゲーリッグをほぼ欠いた状態で得たものだった。
この時のヤンキースのライバルはデトロイト・タイガースだった。タイガースはヤンキースの4連覇前の2年間優勝してヤンキースのワールドシリーズ出場を阻止しており、また、5連覇を阻んだのも彼らであった。しかし、ヤンキースはワールドシリーズに出れば強かった。1936年のワールドシリーズでのジャイアンツとの試合では18-4で下し、同一チームによる最多得点記録（2005年まで）を成し遂げた。そのシリーズでは4勝2敗で勝ち取り、翌年も4勝1敗。さらに、1938年のシカゴ・カブス、1939年のシンシナティ・レッズとの対戦ではいずれも4連勝でワールドシリーズを勝ち抜けた。メジャーでの選手経験がないマッカーシー監督は1946年途中までの16年間ヤンキースの監督を務め、リーグ優勝8回、ワールドシリーズ優勝7回の成績を残した。

### 第3期黄金時代(ケーシー・ステンゲル監督)

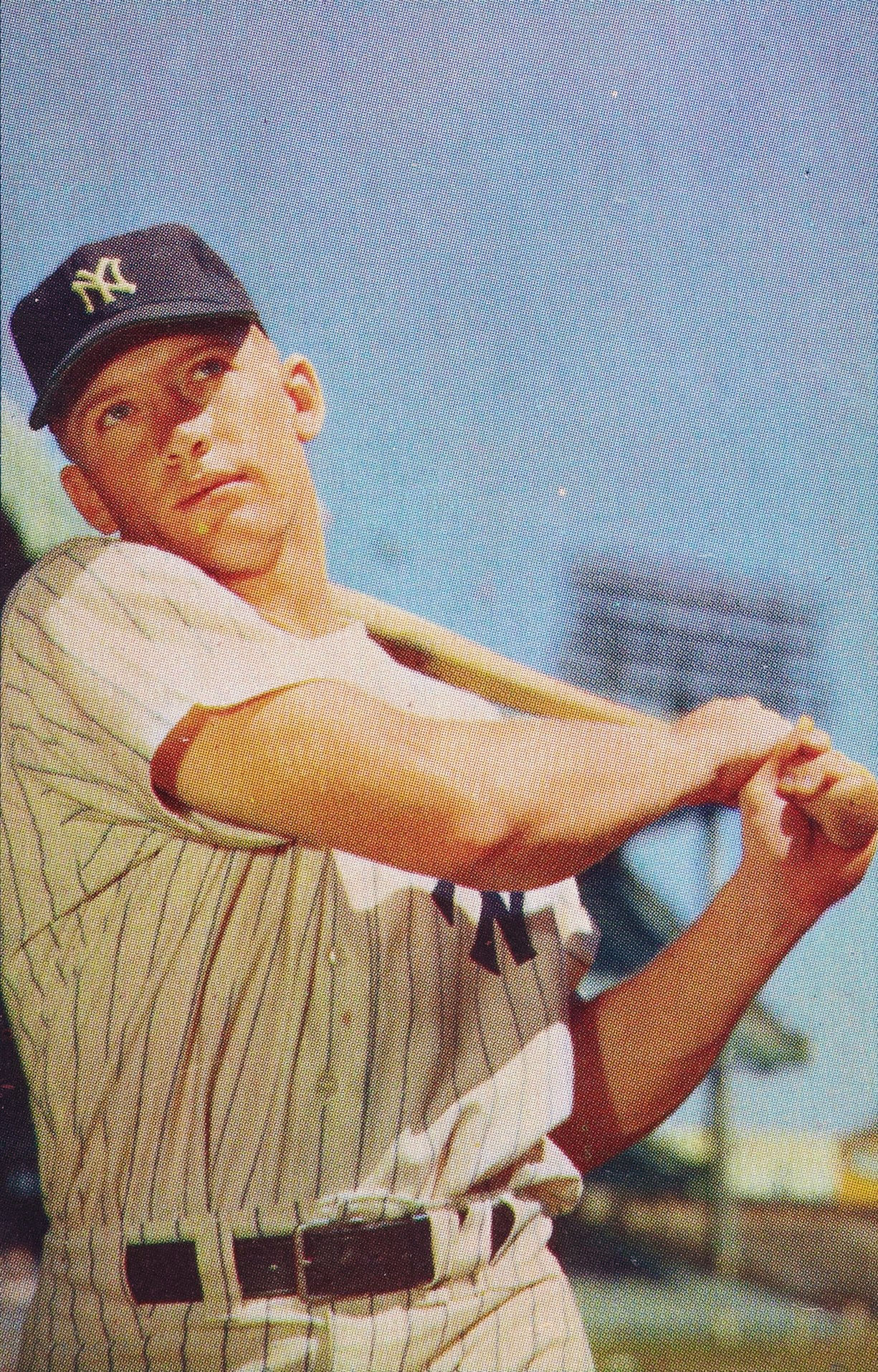
ミッキー・マントル（1953年）。 1956年には三冠王に輝いた。

ヤンキースは、1947年にマッカーシーの後任にバッキー・ハリスを選び、戦後初のリーグ優勝とワールドシリーズを制覇したが、翌年3位に転落するとわずか2年でハリスを解任して、それまでドジャースとブレーブスで9年間監督を務め一度も勝ち越したシーズンが無いケーシー・ステンゲルを後任に据えた。その最初のシーズンの1949年は主砲ディマジオの右足故障で開幕から長期欠場で大幅戦力ダウンを余儀なくされたが、しかしこのケーシー・ステンゲル監督の下で、マッカーシー時代のチームを凌駕する成績を収めることになった。ステンゲル監督は、就任直後の5年間1949年から1953年にかけて強力打線で空前絶後のワールドシリーズ5連覇を達成し、以降1960年までの通算12年間でリーグ優勝10回、ワールドシリーズ優勝7回の成績であった。主力選手は、捕手のヨギ・ベラ、外野手のミッキー・マントル、投手のホワイティ・フォードであったが、マッカーシー時代の有名選手を取り揃えたチームとは異なって、1950年代のヤンキースの成功はステンゲル監督の十人並みの選手の能力を最大限に引き出す巧みな選手起用法に負うところが大きかった。

### 第4期黄金時代(ラルフ・ハウク監督)
そのステンゲル監督も、1960年のパイレーツとのワールドシリーズで最終戦の最終回にビル・マゼロスキーに本塁打を打たれてサヨナラ負けを喫すると、この場面でエースのホワイティ・フォードを起用しなかったことに批判が集中し、その責任を取り辞任した。この1960年で特筆すべきことはアスレチックスからトレードで獲得したロジャー・マリス外野手である。この年に本塁打39本でリーグMVPに輝いたマリスは、ヤンキースの至宝ともいわれたマントルとともにMM砲と呼ばれ、翌年1961年にはマリスは本塁打61本でベーブ・ルースのシーズン記録を破り、マントルも54本打って、シーズン終盤まで熾烈なホームラン争いをして、かつこの年の投手陣もホワイティ・フォードが25勝を挙げてサイ・ヤング賞を受賞し、ワールドシリーズでも前年からの無失点記録を32イニングに伸ばしてシリーズ記録を達成するなど、リーグ優勝とワールドシリーズ優勝を達成し圧倒的なヤンキースの強さを示した。しかしこのMM砲に代表される黄金時代は長くは続かなかった。翌1962年もリーグ優勝とワールドシリーズ優勝を果たしたが、マリスもマントルも1961年の時の成績を残すことは無かった。1963年にはリーグ優勝したが、ワールドシリーズではロサンゼルス・ドジャーズに4連敗で完敗し、ハウク監督は解任されて、翌1964年に捕手のヨギ・ベラを監督に就任させた。ベラ監督は1964年もリーグ優勝したが、ワールドシリーズではセントルイス・カージナルスと3勝3敗の第7戦に持ち込んだが敗れ、ベラ監督はわずか1年で解任されて、後任にはこの時ワールドシリーズで優勝したライバルのカージナルス監督ジョニー・キーンが就任した。結局この時代はリーグでは4連覇したが、ワールドシリーズでは2回優勝に終わった。
トッピングとウェッブは20年間に渡り球団のオーナーを務めたが、ワールドシリーズ出場を逸したのはたった5度であり、同シリーズでは10勝5敗の成績を残している。

### 冬の時代
これ以後、ヤンキースは低迷期に入った。1964年シーズン終了後、CBSが、ダン・トッピングとデル・ウェッブから1120万ドルでヤンキースを買収した。しかし、CBSがオーナーとなった1965年以降、ヤンキースは冬の時代を迎えた。ミッキー・マントルもロジャー・マリスも力が落ち、ジャッキー・ロビンソン以降各球団が黒人に門戸を開いていたが、この間もヤンキースは黒人の採用をためらっていたことも災いして1966年にはリーグ最下位にまで転落するなどヤンキースは大きく弱体化し、下位に甘んじることになった。マリスは1967年にカージナルスに移籍し、1969年春のキャンプ地でミッキー・マントルは満身創痍で現役引退を表明し、ヤンキースの凋落は1965年から1975年までの11年間にBクラスが8回になるほどに続いた。

### 第5期黄金時代(ビリー・マーチン監督)

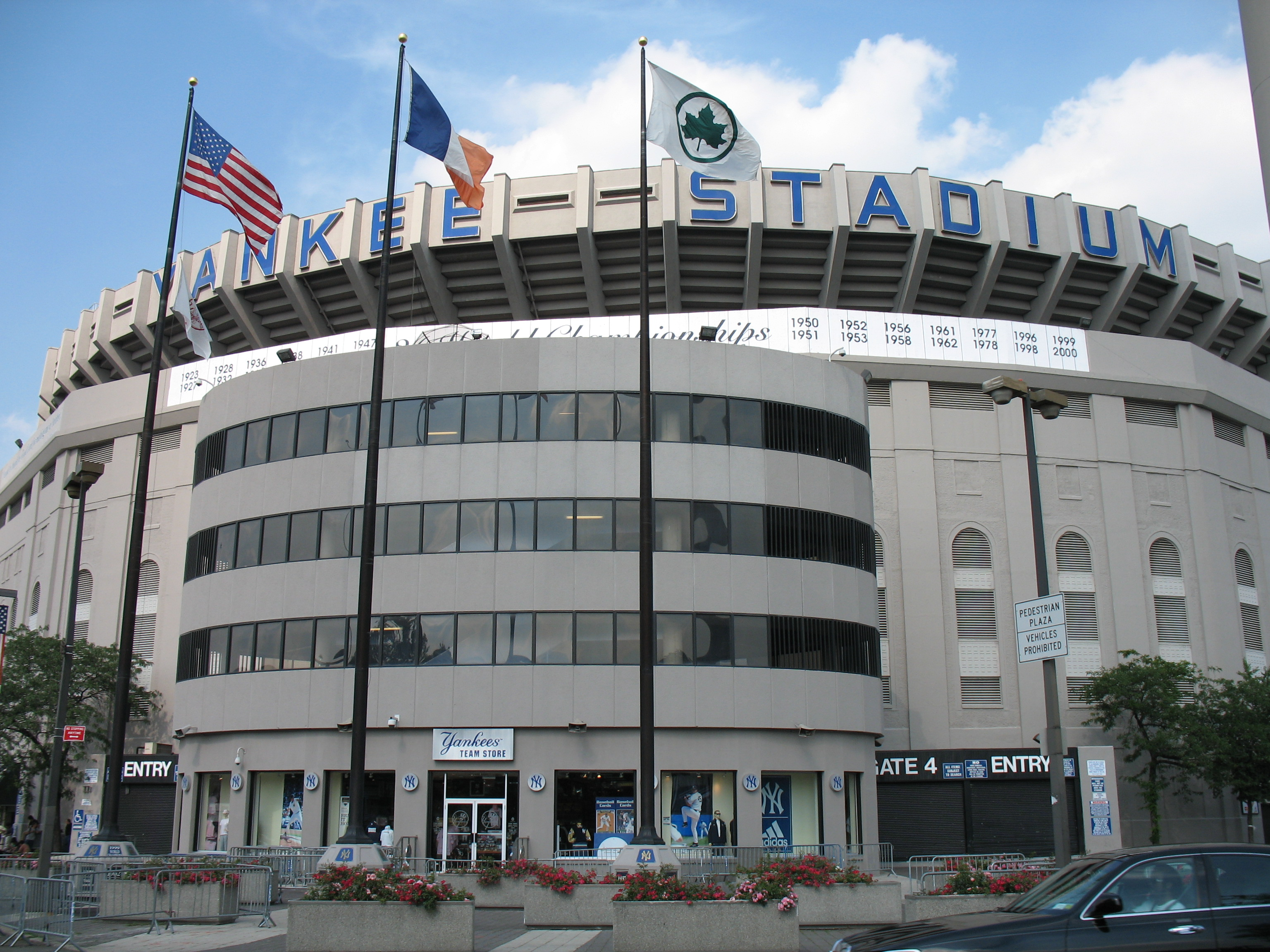
旧ヤンキー・スタジアム、1973年に旧球場は取り壊され、1976年に新球場として立て直されている。

1970年代に入るとジョージ・スタインブレナーらが1973年1月3日にCBSから1000万ドルで球団を買収。老朽化したヤンキー・スタジアムの全面改装に乗り出したのと同時にチームの大がかりな再建に着手した。内野手でグレイグ・ネトルズ、クリス・チャンプリス、外野手でルー・ピネラ、ミッキー・リバースを他球団から補強し、1975年にはシーズン途中でかつてのヤンキース5連覇当時の2塁手だったビリー・マーチンを新監督に迎え、さらにアスレチックスからキャットフィッシュ・ハンター投手を獲得して、翌1976年に新装なったヤンキー・スタジアムでヤンキース生え抜きのサーマン・マンソン捕手の活躍もあって12年ぶりにリーグ優勝し、ワールドシリーズではスパーキー・アンダーソン監督のシンシナチ・レッズに敗れたが、この年はヤンキース復活の年となった。
そしてシーズンオフにフリー・エージェントでボルチモア・オリオールズからスター選手のレジー・ジャクソンを獲得した。そしてジャクソンは1977年に打線の主軸として活躍して再びリーグ優勝し、ワールドシリーズでは宿敵ロサンゼルス・ドジャーズと対戦して第6戦で3打席連続本塁打（全て初球）を含む本塁打5本の活躍で1962年以来15年ぶりにワールドチャンピオンとなった。翌年1978年も同じ顔合わせでのワールドシリーズとなったが、4勝2敗で下し、シリーズ2連覇を果たした。
オーナーのスタインブレナーとマーチン監督の関係は愛憎入り混じって複雑なものがあり、その後解雇と雇用を何度も繰り返した。しかし複数回の解任→就任も、チーム成績の浮沈に関わらないところが大きい。またマーチンとジャクソンが反目しあい、喧嘩も日常茶飯事という状況で地元マスコミはこれを「ブロンクス・ズー（まるでベンチは動物園のようだ）」と報じて、マーチンとスタインブレナーの確執と同じに、当時のチーム状況を特徴付けるものであった。

### 再び低迷
1970年代後半には黄金時代の再来を予感させたが、1979年途中にマンソンが事故死、1981年シーズン終了後にジャクソンが退団するとそこから長い低迷期を迎え、最下位争いをするチームに成り下がった。デーブ・ウィンフィールドなどフリーエージェント権を行使した大物選手に大金を投じるものの、結果は芳しくなく、1981年を最後にワールドシリーズ出場からも遠ざかった。1990年には、ヤンキースの投手アンディ・ホーキンスが、ホワイトソックス戦で被安打ゼロで敗戦投手となる珍事も起きた。ホーキンスはこの試合をずっと無安打で投げてきたが、8回に当時ホワイトソックスに在籍していたサミー・ソーサの打球を三塁手マイク・ブロワーズがエラー、さらに続く2人を歩かせ満塁とすると、次打者のレフトへの当たりを左翼手が落球し、塁上の3人が全員生還。さらに次打者のライトへの打球も右翼手ジェシー・バーフィールドが落球し1点が追加され0-4で敗戦するという内容であった。この年は地区制が導入されてから初の最下位と低迷するが、主力にはバーフィールド、ブロワーズの他にメル・ホール、ケビン・マース、ヘンスリー・ミューレンス、チャック・ケアリーなどのちにNPBでプレーする選手が多数在籍していた。
1990年、オーナーのスタインブレナーがアメリカンリーグより、オーナー停職の処分を受けたことから改善の兆しが現れ始めた。上層部からの妨害なしに首尾一貫した監督采配ができるようになるというのも一因であったが、この頃に就任したGMのジーン・マイケル（後にボブ・ワトソン）とバック・ショーウォルター監督の下、ヤンキースのチーム編成方針を、才能を買うことから、ファームで才能ある若手を育てるように変更した。1994年にはその効果が現れ、選手のストライキで期間短縮されたシーズンではあったが、ヤンキースはアメリカンリーグ最高の成績を収めた。翌1995年には、ワイルドカードにより1981年以来となるプレーオフを勝ち上がった。シアトル・マリナーズとの記憶に残る対戦に敗れたが、選手達に自信をつけさせた。

### 第6期黄金時代(ジョー・トーリ監督)
ショーウォルター監督は1995年のシーズン後、オーナーやコーチ陣との確執から退団し、ジョー・トーリ監督に交代した。スタインブレナーがオーナーになってから21番目(14人目)の新監督であった。
トーリはそれまでニューヨーク・メッツ、アトランタ・ブレーブスなど3つの球団で計15年間監督を務めながら、一度もプレーオフにすら出場したことがないということもあり、当初は時代遅れの人選であるとの嘲笑を受けた（あるタブロイド紙には「無知なジョー」との見出しが踊ったこともある）。しかし、トーリ監督の落ち着き払った手腕により1996年についにワールドシリーズに進出し、アトランタ・ブレーブスを第6戦で下して18年ぶりにヤンキースはワールドチャンピオンに返り咲いた。ボブ・ワトソンGMは、1997年にワールドシリーズの連続出場を逃すと退任し、ブライアン・キャッシュマンがGMに就任した。しかしながら、トーリ監督とキャッシュマンGM体制は、基本的には、前任者のマイケル、ワトソン及びショウォルターらの築いてきた基礎によって勝利を獲得したものであり、中でも、デレク・ジーター、アンディ・ペティット、ホルヘ・ポサダ、マリアーノ・リベラやバーニー・ウイリアムスら、ヤンキース傘下のファームで育った生え抜き選手の成長に負うところが大きかった。また、加えてヤンキースは財政面での有利さを生かして、1990年代にも何度も大規模な選手補強を敢行した。ただ、大物選手もいることはいるが、身の丈に合った選手の獲得が主なもので、ポール・オニール、デビッド・コーン、ティノ・マルティネス、デビッド・ウェルズ、大物選手ではウェイド・ボッグスやロジャー・クレメンスらを獲得している。
1998年から2000年の間、1970年代初頭のオークランド・アスレチックス以来のワールドシリーズ3連覇を達成した。1998年と1999年にはそれぞれサンディエゴ・パドレスとブレーブスを下し、2000年には同じ市にあるニューヨーク・メッツと1956年以来となる「サブウェイ・シリーズ」で対戦し、4勝1敗でこれを下した。

### 21世紀へ
2001年9月11日の世界貿易センタービルのテロ事件の傷跡癒えない2001年10月、東地区でヤンキースはアスレチックスを3勝2敗で下し、リーグ優勝決定戦ではマリナーズを4勝1敗で破ったが、アリゾナ・ダイヤモンドバックスとのワールドシリーズでは第7戦でサヨナラ負けを喫し、ワールドチャンピオン4連覇を逃した。ワールドシリーズ敗退により、1990年代ヤンキースの栄華は終わり、ポール・オニール、スコット・ブロシアスは引退、ティノ・マルティネス、チャック・ノブロックが移籍するなど、主軸選手の退団が相次いだ。
2002年のプレーオフにはアナハイム・エンゼルスとの対戦でヤンキースは早々に敗退したことで、球団の運営方針は急速に変わり、フリーエージェントや大型トレードが行われ始める。2003年は、松井秀喜がアジア人野手としては球団初のメジャー契約を交わし入団。ヤンキースは宿敵ボストン・レッドソックスをリーグ優勝決定戦の第7戦で辛うじて下した。乱闘スレスレの第3戦、そして退場劇が注目を集め、第7戦の11回裏にアーロン・ブーンのサヨナラ本塁打により幕を閉じた。しかし、ワールドシリーズではフロリダ・マーリンズに2勝4敗で敗れたためか大型補強の傾向は続き、ゲイリー・シェフィールド、ケニー・ロフトン外野手、ケビン・ブラウン、ハビアー・バスケス両投手らを獲得、2004年2月にはアルフォンソ・ソリアーノらとのトレードでアレックス・ロドリゲスを獲得したが、レギュラーシーズンでは地区優勝するもリーグ優勝決定戦 (ALCS) で宿敵レッドソックスに3勝0敗からまさかの4連敗を喫し、ワールドシリーズ出場はならなかった。
2005年も地区シリーズでロサンゼルス・エンゼルス、2006年にはデトロイト・タイガースに敗れた。

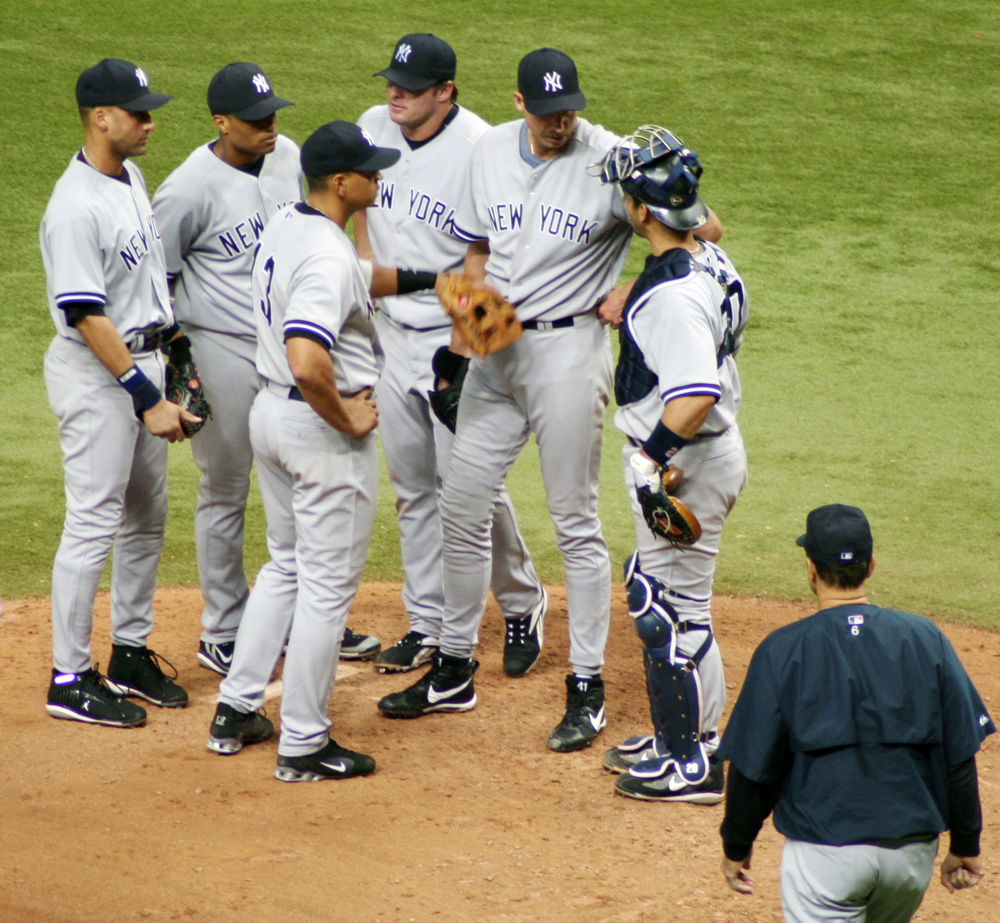
マウンド上に集まるヤンキースのメンバー（2006年）
左からデレク・ジーター、ロビンソン・カノー、アレックス・ロドリゲス、ジェイソン・ジアンビ、ランディ・ジョンソン、ホルヘ・ポサダ

他のどのチームよりもはるかに年俸が高く、そのパワーをもってヤンキースは13年連続でポストシーズン進出を果たしたものの、2001年から8年連続で世界一から遠ざかっていた。このため、1990年代に成功した一因である、ファームでの若手育成も必要だという意見も出ている。
2007年も、5月29日時点でのレッドソックスとの最大14.5ゲーム差から6月の9連勝などもあって猛追、最終的には連続地区優勝は9年で止まり、ワイルドカードでのプレーオフ出場となったが、クリーブランド・インディアンスに敗れ、3年連続の地区シリーズ敗退となった。
この年の9月5日のシアトル・マリナーズ戦が1951年の本拠地開幕戦から半世紀以上、延べ4500試合以上でヤンキースタジアムの場内アナウンスを担当したボブ・シェパードがアナウンスを行った最後の試合となった。尚、シェパードはこの年のオフに2年契約を結んだが、一度もヤンキースタジアムでアナウンスをすることなく2009年のワールドシリーズ制覇後に正式に「引退」を発表した。
2008年シーズンからは、2007年シーズン限りで退団したジョー・トーリに代わり、ジョー・ジラルディが新監督に就任し、チームの指揮を執ることになった。4年連続プレーオフ敗退を受けて、オフにツインズのヨハン・サンタナ投手をトレードで獲得する可能性があったが、若手の放出を避けフロントはこれを見送るなどこれまでの補強路線を改め、選手の育成に力を入れた。しかし王建民やホルヘ・ポサダら主力選手の長期離脱やジャバ・チェンバレン、フィル・ヒューズ、イアン・ケネディら若手投手の不調・故障などもありチームは低迷、1995年以来続いていたポストシーズン進出がアトランタ・ブレーブスの14年連続に次ぐ史上2位の13年連続でストップした。

### 新球場移転、再び王者へ
迎えた2009年、2代目となる新ヤンキー・スタジアムが開場。前年にプレーオフ進出を逃した反省から、CC・サバシア、A.J.バーネット、マーク・テシェイラら各球団の一線級の選手を獲得するなど、総額4億ドル以上もの大補強を行った。また、世界のスポーツチームの平均年俸ランキングにおいて1位（約7.1億円）となった。シーズン序盤こそ勝率5割前後と苦戦が続いていたものの、5月に入る頃には低迷していた各選手の調子が上がり、一気に勝ち星を重ねた。特に新球場が打者有利ということもあり、打撃陣が好調で、20本塁打以上が7人、チームOPSは.839に及んだ。また投手陣も強力な打線の援護を受け、サバシアをはじめとする先発陣が一年を通してローテーションを守った。一塁守備ではMLB屈指のテシェイラの加入、守備範囲の向上したジーターの活躍により守備の安定感が増したのも大きかった。5月以降は91勝49敗という圧倒的な強さをみせ、最終的に103勝59敗と2位のレッドソックスに8ゲーム差をつける大差で地区優勝を果たした。ディビジョンシリーズではミネソタ・ツインズを3連勝で下すと勢いに乗り、リーグチャンピオンシップシリーズでは苦手のエンゼルスも4勝2敗で下した。ワールドシリーズでは前年チャンピオンのフィラデルフィア・フィリーズと対戦。1試合6打点のMLBタイ記録を含むシリーズ3本塁打・8打点を記録した松井秀喜の活躍もあり、4勝2敗でフィリーズを下し、9年ぶり27度目となるワールドチャンピオンに輝いた。

### 2010年代
2011年8月25日、アスレチックス戦でMLB史上初の1球団による1試合3満塁本塁打を記録。両チーム合わせて3満塁本塁打は1986年・1987年に1度ずつ記録している。内訳は、5回裏にロビンソン・カノ、6回裏にラッセル・マーティン、8回裏にカーティス・グランダーソン。試合は22-9でヤンキースが勝利した。地区優勝を果たし、ディビジョンシリーズに出場するも、中地区のデトロイト・タイガースに対し2勝3敗でリーグチャンピオンシップシリーズ出場を逃した。オフの、2012年1月13日、FAの黒田博樹を1年契約で獲得。同日、シアトル・マリナーズとのトレードで、ヘスス・モンテロとヘクター・ノエシを放出し、2011年の新人王候補にもなった、マイケル・ピネダを獲得した。
2012年7月23日、D・J・ミッチェル投手とダニー・ファーカー投手と移籍金のトレードで、イチローを獲得した。シーズンでは2009年のチーム記録を更新する245本塁打を放つなどし、概ね首位を維持していたが終盤に失速し、最終的に10月3日のシーズン最終戦のレッドソックス戦で地区優勝を果たした。ディビジョンシリーズではワイルドカードのボルチモア・オリオールズと対戦。3勝2敗でリーグチャンピオンシップシリーズ出場を果たしたが、デトロイト・タイガースに0勝4敗と全敗しワールドシリーズ出場を逃した。シーズンオフの12月14日にシカゴ・ホワイトソックスのケビン・ユーキリス、1月31日にクリーブランド・インディアンスのトラビス・ハフナーを獲得した。
2013年3月26日、エクシカルド・ケヨンズ、クレイマー・スニードとのトレードでバーノン・ウェルズを獲得。5月21日に、ヤンキースがサッカーのプレミアリーグのマンチェスター・シティーと共同出資して新チームを発足させ、2015年からMLSに参入する事が発表された。チーム名はニューヨークシティFCで、ニューヨークに本拠地を置く予定である。シーズンではデレク・ジーターの他、アレックス・ロドリゲス、マーク・テシェイラ、カーティス・グランダーソン、新戦力のケビン・ユーキリスら主力野手が怪我で離脱。チームは序盤好調だったが、5月下旬に首位を明け渡すと、夏以降低迷した。最後までワイルドカード進出を争ったが叶わず、2008年以来5年ぶりにプレーオフ進出を逃し、地区3位タイ（ボルチモア・オリオールズと同率）でシーズンを終えた。打者の離脱が響き、チームOPSはリーグ13位（.683）、本塁打は14位（144本）と打線が近年稀に見る低調だった。この年限りでマリアノ・リベラとアンディ・ペティットが引退。リベラの背番号「42」は永久欠番となった。
2014年1月22日、田中将大と7年総額1億5500万ドルの契約で合意した。5月8日、ジョー・トーリの背番号「6」を永久欠番に指定することを発表した。7月24日、ア・リーグ史上初となる通算10000勝を達成した。しかしチームは低迷、1993年以来21年ぶりに2年連続でプレーオフ進出を逃した。そして、この年限りでデレク・ジーターが引退した。
2015年2月16日、アンディ・ペティットの背番号「46」、ホルヘ・ポサダの背番号「20」、バーニー・ウィリアムスの背番号「51」を永久欠番に指定することを発表した。チームは3年ぶりにポストシーズンに進出し、リーグ優勝決定シリーズまで勝ち進んだが、カンザスシティ・ロイヤルズに敗れ、敗退した。シーズンオフの11月11日にアーロン・ヒックスをミネソタ・ツインズとのトレードで、12月17日にスターリン・カストロをシカゴ・カブスとのトレードで、12月28日にアロルディス・チャップマンをシンシナティ・レッズとのトレードで獲得したものの、FAでの獲得ではない為2015年冬の移籍市場でメジャー30球団では唯一そして球団史上初めてFA選手を誰一人獲得しなかった。
2016年シーズンが始まるとトレード期限となる8月1日時点ではまだ首位と6.5ゲームと少なくともワイルドカード争いに入った頃に、4選手を一気に放出した。まず7月25日にレッズからトレードした筈のチャップマンがわずか7ヶ月でナショナルリーグ中部地区首位を走るカブスに放出したのに続き、7月31日に去年は36セーブと抑えを務め、チャップマンの前に当たるセットアップマンを務めたアンドリュー・ミラーがアメリカンリーグ中部地区首位を走るクリーブランド・インディアンスに移籍と勝利の方程式を担うベタンセスからバトンを引き継ぐはずの後ろ2人を失う。そして8月12日に現役通算696ホームランを記録したアレックス・ロドリゲスがシーズン途中で突然の引退。同月1日には先発ピッチャーで当時チーム2位タイの7勝を挙げていたイバン・ノバがピッツバーグ・パイレーツに、そして田中と同じタイミングで入団しここまで打撃陣を引っ張っていたカルロス・ベルトランがアメリカンリーグ西部地区首位を走るテキサス・レンジャーズに移籍と、1週間で4人の主力を他地区の上位チームに一気に奪われたのが致命傷となり、優勝争いから脱落。ゲイリー・サンチェス、アーロン・ジャッジ、タイラー・オースティンのルーキートリオからなるベイビーボンバーズの台頭、開幕当初は右ひじの不安がありながらもチーム最長の1992/3回を投げた田中の頑張りも空しく僅かながらに残ったワイルドカード争いも過去2シーズンの東部地区優勝チーム（一昨年のオリオールズ、昨年のブルージェイズ）の後塵を拝する形で脱落していった。またノバ以外に移籍した選手がそれぞれ地区優勝を果たすという皮肉まで生じた。ベルトランの移籍、ロドリゲス、マーク・テシェイラの現役引退によりチームの平均年齢は一気に若返った。12月6日にはデレク・ジーターの背番号「2」を永久欠番に指定することを発表。12月15日、シカゴ・カブスからFAとなっていたアロルディス・チャップマンの復帰が決定した。
2017年はプレーオフに進出し、リーグチャンピオンシップシリーズで3勝2敗とワールドシリーズ進出に王手をかけたが逆転され、アストロズに敗退した。10月26日にジョー・ジラルディ監督が契約満了となる同年シーズン限りで2007年から10シーズンに渡り務めたヤンキース監督を退任することを表明した。12月4日にアーロン・ブーンが監督に就任することが発表された。
2019年6月25日の対トロント・ブルージェイズ戦でMLB史上最長となる28試合連続本塁打を達成した。これまではテキサス・レンジャーズが2002年シーズンの8月11日から9月9日にかけて作った27試合連続本塁打が最長で、ヤンキースは今回、5月26日からの1か月間でこれを更新した。その間に本塁打を放ったヤンキースの選手は14人。最多はゲーリー・サンチェスの8本塁打だった。更に翌26日の対ブルージェイズ戦で、メジャー記録となっていた連続本塁打記録を29試合に更新した。6月29日と30日のレッドソックス戦は、MLB史上初のヨーロッパ遠征となるロンドン（イギリス）での試合（ロンドンシリーズ）が開催された。当日は陸上競技場であるロンドン・スタジアムを野球仕様に改修する大規模なものとなるも、初戦は田中とリック・ポーセロの両先発投手がともに1回持たずに降板し、17対13で勝利。結果は2試合で計50得点、のべ31投手という大荒れの試合となった。9月19日、マジック「1」で迎えたエンゼルス戦（ヤンキー・スタジアム）で9-1と快勝。今季100勝目（54敗）を挙げるとともに、2012年以来7年ぶり19度目のア・リーグ東地区優勝を果たした。ブレット・ガードナーは、26号ソロを含めて3打点の活躍を見せ、その一発はヤンキースにとってMLB歴代1位となるシーズン290本目のホームランとなり、今季のミネソタ・ツインズが記録した289本を更新した。アーロン・ブーン監督は、指揮官として初の地区優勝を成し遂げたほか、通算200勝目もマーク。就任後の2シーズンでいずれも100勝以上を記録したMLB史上初の監督となった。ア・リーグ地区シリーズでは、ミネソタ・ツインズに3連勝と快勝し、2年ぶりのア・リーグ優勝決定シリーズ進出を決めた。ヒューストン・アストロズとのリーグ優勝決定シリーズでは、初戦は7-0と快勝したものの、2戦目から3連敗を喫し、後が無くなり、第5戦は勝利したが、第6戦目では9回まで2-4とリードされるも、DJ・ルメイユが起死回生の2ラン本塁打を放ち、同点に追いつく。しかし、直後の9回裏にアロルディス・チャップマンがホセ・アルトゥーベにサヨナラ2ランホームランを打たれ、4-6で惜敗。2017年に続いてアストロズの前に敗退した。故障者が続出するシーズンで100勝以上を挙げた地力が、ポストシーズンでは跳ね返された。ヤンキースは2009年を最後にリーグ優勝、ワールドシリーズ制覇から遠ざかっており、この敗退で2010年代は一度もリーグ王者の座に就かずに終えた。1920年代から各年代で少なくとも一度はリーグの頂点に立っていただけに、屈辱の10年となった。

### 2020年代
2020年は開幕前にヒューストン・アストロズからFAとなったゲリット・コールを獲得した。4月14日には共同オーナーの1人であるスタインブレナーの長兄、ハンクが死去するという悲報にも見舞われた。開幕直後はなかなか調子が上がらず、9月8日の時点で勝率5割に留まっていたが、翌日から10連勝を達成。東地区2位でポストシーズンに進出した。
クリーブランド・インディアンスとのワイルドカードシリーズでは2連勝で勝利し、ディビジョンシリーズ進出を決めた。しかし、タンパベイ・レイズとの同ディビジョンシリーズでは2勝3敗で敗退した。オフには田中将大、ジェームズ・パクストン、J.A.ハップが契約満了でFAとなり退団した。一方で、レンジャーズからFAとなったコーリー・クルーバーと契約し、パイレーツとのトレードでジェイムソン・タイヨンを獲得した。
2021年5月19日のレンジャーズ戦でクルーバーが球団史上1999年以来、自身初のノーヒットノーランを達成した。7月29日にトレードでレンジャーズからジョーイ・ギャロ、カブスからアンソニー・リゾを獲得した。8月12日にシカゴ・ホワイトソックスとMLBアット・フィールド・オブ・ドリームスを初開催し、映画『フィールド・オブ・ドリームス』で使用されたダイアーズビルの野球場でMLB史上初めてアイオワ州でMLB公式戦が開催された。試合はホワイトソックスのティム・アンダーソンのサヨナラ本塁打でホワイトソックスにサヨナラ負けした。
2022年はジャッジがアリーグ新記録となる62本塁打を放つなどして、99勝63敗で地区優勝を果たした。ディビジョンシリーズではクリーブランド・ガーディアンズと対戦し、3勝2敗で下しリーグチャンピオンシップシリーズに進出したが、ヒューストン・アストロズに4連敗を喫し、リーグチャンピオンシップシリーズで敗退した。
2023年はジャッジと9年3億6000万ドルで再契約を結んだが、プレーオフ進出を逃した。

## エピソード
- 2022年に世界有数の経済誌『フォーブス』が公表したスポーツチームの資産価値では、ヤンキースはMLB首位の60億ドルと算出されており、世界のスポーツチームと比較してもダラス・カウボーイズ、ニューイングランド・ペイトリオッツ、ロサンゼルス・ラムズに次ぐ4位である[30]。
- 規律が厳しい事でも知られている。長髪、無精ひげは厳禁である（整えられた口ひげは認められている[注 2]。例：ランディ・ジョンソン、デビッド・ウェルズなど）。そのため、マニー・ラミレス（ロサンゼルス・ドジャース）が2005年シーズン中にトレードを志願した際にもヤンキースはその自由奔放で規律とは無縁のキャラクターを考慮し獲得に動かなかった。ジェイソン・ジアンビ、ジョニー・デイモン、ブライアン・マッキャン、ルーグネッド・オドーアらも、ヤンキース入りに際しては、トレードマークだった長髪を短く整え、髭を剃った。
- ベーブ・ルースから始まり、最近ではロジャー・クレメンスやジョニー・デイモンに至るまでボストン・レッドソックスとは選手を絡んだ因縁も深くライバル関係にあり[31]、特に両チームのファン同士は犬猿の仲で知られる。
- ヤンキー・スタジアムでの試合終了後はフランク・シナトラの「ニューヨーク・ニューヨーク」がスタジアムに放送されるのが恒例である。球団歌は "Here Come the Yankees" （1967年）、作曲はボブ・バンディン及びルー・ストールマン。ただし球場で一番良くかかっている曲は前述の「ニューヨーク・ニューヨーク」である。
- 「選手の名前が球団名を超えることはない」という理念から、球団創設以来一貫してホーム・ビジター両方のユニフォームで、背番号の上に選手名を付けたことがない（現在はボストン・レッドソックス等の一部の球団では、ホーム用のユニフォームにおいては背番号の上に選手名を付けないチームもあるが、ビジター用ユニフォームでは選手名を背番号の上に付けているチームが殆どである。ただし、ヤンキースでもファン向けのオフィシャルグッズとして発売しているレプリカユニフォームやTシャツ等には背番号の上に選手名が記載されている物が発売されている）。また、ユニフォームの正面の番号（いわゆる『胸番号』と呼ばれるもの）も、球団創設以来ユニフォームに付けたことはない。
- 2023年4月19日、日本で転職サイト「ビズリーチ」運営会社の経営や同国のプロ野球球団「東北楽天ゴールデンイーグルス」の創設に携わった南壮一郎を本球団の経営パートナーとして迎え入れたことを発表した。日本人が本球団の経営パートナーになるのは初めてだとしている[32][33]。

## 選手名鑑

### アメリカ野球殿堂表彰者
- フランク・ベーカー (Frank Baker)
- ヨギ・ベラ (Yogi Berra)
- フランク・チャンス (Frank Chance)
- ジャック・チェスブロ (Jack Chesbro)
- アール・コームス (Earle Combs)
- スタン・コベレスキ (Stan Coveleski)
- ボビー・コックス (Bobby Cox)
- ビル・ディッキー (Bill Dickey)
- ジョー・ディマジオ (Joe DiMaggio)
- レオ・ドローチャー (Leo Durocher)
- ホワイティー・フォード (Whitey Ford)
- ルー・ゲーリッグ (Lou Gehrig)
- レフティ・ゴメス (Lefty Gomez)
- ジョー・ゴードン (Joe Gordon)
- リッチ・ゴセージ (Lich "Goose" Gossage)
- バーリー・グライムス (Burleigh Grimes)
- クラーク・グリフィス (Clark Griffith)
- ウェイト・ホイト (Waite Hoyt)
- キャットフィッシュ・ハンター (Catfish Hunter)
- レジー・ジャクソン (Reggie Jackson)
- デレク・ジーター (Derek Jeter)
- ランディ・ジョンソン (Randy Johnson)
- ジム・カート (Jim Kaat)
- ウィリー・キーラー (Willie Keeler)

- トニー・ラゼリ (Tony Lazzeri)
- ミッキー・マントル (Mickey Mantle)
- ビル・マケシュニー (Bill McKechnie)
- ジョニー・マイズ (Johnny Mize)
- マイク・ムッシーナ (Mike Mussina)
- フィル・ニークロ (Phil Niekro)
- ハーブ・ペノック (Herb Pennock)
- ゲイロード・ペリー (Gaylord Perry)
- ティム・レインズ (Tim Raines)
- ブランチ・リッキー (Branch Rickey)
- マリアノ・リベラ (Mariano Rivera)
- フィル・リズート (Phil Rizzuto)
- イバン・ロドリゲス (Ivan Rodriguez)
- レッド・ラフィング (Red Ruffing)
- ベーブ・ルース (Babe Ruth)
- CC・サバシア (CC Sabathia)
- ジョー・シーウェル (Joe Sewell)
- イーノス・スローター (Enos Slaughter)
- イチロー (Ichiro Suzuki)
- リー・スミス (Lee Smith)
- ダジー・ヴァンス (Dazzy Vance)
- ポール・ウェイナー (Paul Waner)
- デーブ・ウィンフィールド (Dave Winfield)

### 永久欠番
| 番号 | 選手                   | ポジション           | 備考                    |
| ---- | ---------------------- | -------------------- | ----------------------- |
| 1    | ビリー・マーチン       | 二塁手、監督         | 1986年指定              |
| 2    | デレク・ジーター       | 遊撃手               | 2016年指定              |
| 3    | ベーブ・ルース         | 外野手               | 1948年指定              |
| 4    | ルー・ゲーリッグ       | 一塁手               | 1939年指定              |
| 5    | ジョー・ディマジオ     | 外野手               | 1952年指定              |
| 6    | ジョー・トーリ         | 監督                 | 2014年指定              |
| 7    | ミッキー・マントル     | 外野手               | 1969年指定              |
| 8    | ビル・ディッキー       | 捕手                 | 1972年指定              |
| 8    | ヨギ・ベラ             | 捕手、監督           | 1972年指定              |
| 9    | ロジャー・マリス       | 外野手               | 1984年指定              |
| 10   | フィル・リズート       | 遊撃手、アナウンサー | 1985年指定              |
| 15   | サーマン・マンソン     | 捕手                 | 1979年指定              |
| 16   | ホワイティー・フォード | 投手                 | 1974年指定              |
| 20   | ホルヘ・ポサダ         | 捕手                 | 2015年指定              |
| 21   | ポール・オニール       | 外野手               | 2022年指定              |
| 23   | ドン・マッティングリー | 一塁手               | 1997年指定              |
| 32   | エルストン・ハワード   | 捕手                 | 1984年指定              |
| 37   | ケーシー・ステンゲル   | 監督                 | 1970年指定              |
| 42   | ジャッキー・ロビンソン | 二塁手               | MLB全球団共通の永久欠番 |
| 42   | マリアノ・リベラ       | 投手                 | 2013年指定              |
| 44   | レジー・ジャクソン     | 外野手               | 1993年指定              |
| 46   | アンディ・ペティット   | 投手                 | 2015年指定              |
| 49   | ロン・ギドリー         | 投手                 | 2003年指定              |
| 51   | バーニー・ウィリアムス | 外野手               | 2015年指定              |

2022年現在で24人（8番と42番は永久欠番選手が2人いるので合計で22の背番号。ただし、ジャッキー・ロビンソン（42番）はヤンキースでの在籍経験はない）の背番号が永久欠番となっており、これはMLBで最多である。また、一桁の背番号は「0」以外全て永久欠番になっている（背番号「0」も2019年に球団史上初めてアダム・オッタビーノが着用し、2023年にはドミンゴ・ヘルマンが着用した。2024年はマーカス・ストローマンが着用している）。

### 歴代監督
400試合以上、もしくはポストシーズン進出1度以上の監督のみ記載。

PSはポストシーズン進出、WSはワールドシリーズ制覇。

同一年で複数の監督が指揮を執った場合は全て記載。
| 監督                     | 期間                | 試合 | 勝利 | 敗戦 | 勝率 | PS | WS |
| ------------------------ | ------------------- | ---- | ---- | ---- | ---- | -- | -- |
| クラーク・グリフィス     | 1903-08             | 807  | 419  | 370  | .531 | 0  | 0  |
| ビル・ドノバン           | 1915-17             | 465  | 220  | 239  | .479 | 0  | 0  |
| ミラー・ハギンス         | 1918-29             | 1796 | 1067 | 719  | .597 | 6  | 3  |
| ジョー・マッカーシー     | 1931-46             | 2348 | 1460 | 867  | .627 | 8  | 7  |
| バッキー・ハリス         | 1947-48             | 309  | 191  | 117  | .620 | 1  | 1  |
| ケーシー・ステンゲル     | 1949-60             | 1851 | 1149 | 696  | .623 | 10 | 7  |
| ラルフ・ハウク           | 1961-63、66-73      | 1757 | 944  | 806  | .539 | 3  | 2  |
| ヨギ・ベラ               | 1964、84-85         | 342  | 192  | 148  | .565 | 1  | 0  |
| ジョニー・キーン         | 1965-66             | 182  | 81   | 101  | .445 | 0  | 0  |
| ビル・バードン           | 1974-75             | 266  | 142  | 124  | .534 | 0  | 0  |
| ビリー・マーチン         | 1975-79、83、85、88 | 941  | 556  | 385  | .591 | 3  | 2  |
| ディック・ハウザー       | 1978、80            | 163  | 103  | 60   | .632 | 2  | 1  |
| ボブ・レモン             | 1978-79、81-82      | 172  | 99   | 73   | .576 | 2  | 1  |
| ジーン・マイケル         | 1981-82             | 168  | 92   | 76   | .548 | 1  | 0  |
| クライド・キング         | 1982                | 62   | 29   | 33   | .468 | 0  | 0  |
| ルー・ピネラ             | 1986-88             | 417  | 224  | 193  | .537 | 0  | 0  |
| ダラス・グリーン         | 1989                | 121  | 56   | 65   | .463 | 0  | 0  |
| バッキー・デント         | 1989-90             | 89   | 36   | 53   | .404 | 0  | 0  |
| スタンプ・メリル         | 1990-91             | 275  | 120  | 155  | .436 | 0  | 0  |
| バック・ショーウォルター | 1992-95             | 582  | 313  | 268  | .539 | 1  | 0  |
| ジョー・トーリ           | 1996-2007           | 1942 | 1173 | 767  | .605 | 12 | 4  |
| ジョー・ジラルディ       | 2008-2017           | 1620 | 910  | 710  | .562 | 6  | 1  |
| アーロン・ブーン         | 2018-               | 546  | 328  | 218  | .601 | 4  | 0  |
| 監督                     | 期間                | 試合 | 勝利 | 敗戦 | 勝率 | PS | WS |

（数字は2021年シーズン終了現在）

### キャプテン
ヤンキースにおけるチームキャプテンは名誉職である。
1. クラーク・グリフィス、1903年から1905年まで
2. キッド・エルバーフェルト、1906年から1907年まで
3. ウイリー・キーラー、1908年年から1909年まで
4. ハル・チェイス、1910年から1912年まで
5. フランク・チャンス、1913年
6. ロジャー・ペキンポー、1914年から1921年まで
7. ベーブ・ルース、1922年5月20日から1922年5月25日まで
8. エベレット・スコット、1922年から1925年まで
9. ルー・ゲーリッグ、1935年4月21日から1939年まで
10. サーマン・マンソン、1976年4月17日から1979年8月2日まで
11. グレイグ・ネトルズ、1982年1月29日から1984年3月30日まで
12. ウイリー・ランドルフ、1986年3月4日から1988年まで（ロン・ギドリーと共同）
13. ロン・ギドリー、1986年3月4日から1989年7月12日まで（ウイリー・ランドルフと共同）
14. ドン・マッティングリー、1991年2月28日から1995年まで
15. デレク・ジーター、2003年6月4日から2014年まで
16. アーロン・ジャッジ、2023年から

### 歴代所属日本人選手
- 35・14 伊良部秀輝（1997 - 1999年）
- 55 松井秀喜（2003 - 2009年）
- 29 井川慶（2007 - 2008年）
- 18 黒田博樹（2012 - 2014年）
- 43・41・53 五十嵐亮太（2012年）
- 31 イチロー（2012 - 2014年）
- 19 田中将大（2014年 - 2020年）

## オーナー
- 1901年 - 1902年： ジョン・マグロー
- 1903年 - 1915年： フランク・ファレル及びウイリアム・デブリー
- 1915年 - 1923年： ジェイコブ・ルパート及びティリンガスト・ヒューストン
- 1923年 - 1939年： ジェイコブ・ルパート
- 1939年 - 1945年： ジェイコブ・ルパートの相続人
- 1945年 - 1947年： ラリー・マクフェイル、ダン・トッピング及びデル・ウェッブ
- 1947年 - 1964年： ダン・トッピング及びデル・ウェッブ
- 1964年 - 1973年： CBS
- 1973年 - 2008年： ジョージ・スタインブレナー
- 2009年 - 現在： ハル・スタインブレナー

## 傘下マイナーチーム
| クラス       | リーグ                               | チーム                                                                          | 提携   | 本拠地                                                      |
| ------------ | ------------------------------------ | ------------------------------------------------------------------------------- | ------ | ----------------------------------------------------------- |
| AAA Triple-A | インターナショナルリーグ East        | スクラントン・ウィルクスバリ・レイルライダース Scranton/Wilkes-Barre RailRiders | 2007年 | ペンシルベニア州ムージック PNCフィールド                    |
| AA Double-A  | イースタンリーグ Northeast           | サマセット・ペイトリオッツ Somerset Patriots                                    | 2021年 | ニュージャージー州ブリッジウォーター TDバンク・ボールパーク |
| A+ High-A    | サウス・アトランティックリーグ East  | ハドソンバレー・レネゲーズ Hudson Valley Renegades                              | 2021年 | ニューヨーク州フィッシュキル ダッチェス・スタジアム         |
| A- Low-A     | フロリダ・ステート・リーグ Southeast | タンパ・ターポンズ Tampa Tarpons                                                | 1994年 | フロリダ州タンパ ジョージ・M・スタインブレナー・フィールド  |
| Rookie       | フロリダ・コンプレックスリーグ FCL   | フロリダ・コンプレックスリーグ・ヤンキース Florida Complex League Yankees       | 1980年 | フロリダ州タンパ ジョージ・M・スタインブレナー・フィールド  |
| Rookie       | ドミニカ DSL                         | ドミニカン・サマーリーグ・ヤンキース en:Dominican Summer League Yankees         | 2002年 | サント・ドミンゴ州ボカチカ ヤンキース・コンプレックス       |

アリゾナ・フォールリーグはサプライズ・サグアローズと提携している。

## チーム名の由来
Yankeeとは米国人の俗称で、特にニューイングランド周辺の米国人が好んで使う。そして Yankeesは、オランダ語で「あいつら」を意味するJan Keesが語源だといわれている。この言葉はニューヨークを開拓したオランダ人が英国人に対して指していた一種の蔑称であったが、今日に至ってはそのニュアンスはない。米国では「ヤンキーズ」とsは濁って発音されるが、日本では報道機関等を含めて「ヤンキース」と誤った発音が定着している。

## ロゴ・マークの由来
ヤンキースのロゴは、19世紀後半に作られたニューヨーク市警察(NYPD)の名誉勲章にあしらわれている"NY"の意匠が元になっている。これをデザインしたのは、アクセサリー等で有名なティファニー＆カンパニーである。